# Tetrastigma obtectum
Tetrastigma obtectum är en vinväxtart som först beskrevs av Nathaniel Wallich och Marmaduke Alexander Lawson och fick sitt nu gällande namn av Jules Émile Planchon och Adrien René Franchet. 
Tetrastigma obtectum ingår i släktet Tetrastigma och familjen vinväxter.

## Underarter
Arten delas in i följande underarter:
- T. o. glabrum
- T. o. pilosum